# Hans Breyl
Hans Breyl (* 6. August 1878 in Regensburg; † 17. April 1958 in Frankfurt am Main) war ein deutscher Beamter und Abgeordneter des Provinziallandtages der Provinz Hessen-Nassau.

## Leben
Hans Breyl war der Sohn des Schmieds Jakob Breyl und dessen Gemahlin Anna Grill. Nach dem Besuch der Volksschule erlernte er den Beruf des Sattlers und war von 1891 bis 1921 in diesem Beruf tätig. Zwischenzeitlich bildete er sich bei der Volkshochschule, bei Arbeiterbildungsvereinen und der Beamtenakademie fort.
Von 1898 bis 1901 leistete er Militärdienst im Dragoner-Regiment Nr. 25 in Ludwigsburg und nahm an den Kämpfen des Ersten Weltkriegs teil. Nach dem Krieg verdiente er seinen Lebensunterhalt aus den Einnahmen seiner Kofferfabrik. Zum 12. Februar 1926 nahm er seinen Dienst bei der Gemeindeverwaltung Fechenheim auf, betätigte sich politisch und wurde Mitglied im Kreisausschuss des Kreises Hanau. 1927 erhielt er ein Mandat als Abgeordneter des Kurhessischen Kommunallandtages und wurde aus dessen Mitte für die SPD zum Abgeordneten im Provinziallandtag der Provinz Hessen-Nassau gewählt. Breyl legte wegen der Eingemeindung seines Heimatortes Fechenheim nach Frankfurt sein Mandat nieder. Sein Nachfolger wurde Georg Ebert.